# Arrondissement Nontron
Das Arrondissement Nontron ist ein Verwaltungsbezirk im Département Dordogne in der französischen Region Nouvelle-Aquitaine.

## Geschichte
Am 4. März 1790 wurde mit der Gründung des Départements Dordogne auch ein „Distrikt Nontron“ gegründet, der in weiten Teilen dem heutigen Arrondissement entsprach. Am 17. Februar 1800 wurde daraus das Arrondissement gegründet.
Siehe auch: Geschichte des Départements Dordogne.

## Geografie
Das Arrondissement grenzt im Norden an das Arrondissement Rochechouart sowie im Nordosten an das Arrondissement Limoges, beide im Département Haute-Vienne, im Osten an das Arrondissement Brive-la-Gaillarde im Département Corrèze, im Süden an das Arrondissement Périgueux und im Westen an das Arrondissement Angoulême im Département Charente.

## Verwaltung
Das Arrondissement untergliedert sich in vier Kantone:
- Brantôme en Périgord (mit 16 von 27 Gemeinden)
- Isle-Loue-Auvézère (mit 28 von 29 Gemeinden)
- Périgord Vert Nontronnais
- Thiviers (mit 22 von 23 Gemeinden)

Siehe auch: Liste der Kantone im Département Dordogne

## Gemeinden
Die Gemeinden des Arrondissements Nontron sind:
| 1. Abjat-sur-Bandiat (24001)             | 2. Angoisse (24008)                               | 3. Anlhiac (24009)                         | 4. Augignac (24016)                   |
| 5. Biras (24042)                         | 6. Bourdeilles (24055)                            | 7. Brantôme en Périgord (24064)            | 8. Brouchaud (24066)                  |
| 9. Bussac (24069)                        | 10. Busserolles (24070)                           | 11. Bussière-Badil (24071)                 | 12. Chalais (24095)                   |
| 13. Champagnac-de-Belair (24096)         | 14. Champniers-et-Reilhac (24100)                 | 15. Champs-Romain (24101)                  | 16. Cherveix-Cubas (24120)            |
| 17. Clermont-d’Excideuil (24124)         | 18. Condat-sur-Trincou (24129)                    | 19. Connezac (24131)                       | 20. Corgnac-sur-l’Isle (24134)        |
| 21. Coulaures (24137)                    | 22. Cubjac-Auvézère-Val d’Ans (24147)             | 23. Dussac (24158)                         | 24. Étouars (24163)                   |
| 25. Excideuil (24164)                    | 26. Eyzerac (24171)                               | 27. Firbeix (24180)                        | 28. Génis (24196)                     |
| 29. Hautefaye (24209)                    | 30. Javerlhac-et-la-Chapelle-Saint-Robert (24214) | 31. Jumilhac-le-Grand (24218)              | 32. La Chapelle-Faucher (24107)       |
| 33. La Chapelle-Montmoreau (24111)       | 34. La Coquille (24133)                           | 35. La Rochebeaucourt-et-Argentine (24353) | 36. Lanouaille (24227)                |
| 37. Le Bourdeix (24056)                  | 38. Lempzours (24238)                             | 39. Lussas-et-Nontronneau (24248)          | 40. Mareuil en Périgord (24253)       |
| 41. Mayac (24262)                        | 42. Mialet (24269)                                | 43. Milhac-de-Nontron (24271)              | 44. Nantheuil (24304)                 |
| 45. Nanthiat (24305)                     | 46. Négrondes (24308)                             | 47. Nontron (24311)                        | 48. Payzac (24320)                    |
| 49. Piégut-Pluviers (24328)              | 50. Preyssac-d’Excideuil (24339)                  | 51. Quinsac (24346)                        | 52. Rudeau-Ladosse (24221)            |
| 53. Saint-Barthélemy-de-Bussière (24381) | 54. Saint-Cyr-les-Champagnes (24397)              | 55. Sainte-Croix-de-Mareuil (24394)        | 56. Saint-Estèphe (24398)             |
| 57. Saint-Félix-de-Bourdeilles (24403)   | 58. Saint-Front-d’Alemps (24408)                  | 59. Saint-Front-la-Rivière (24410)         | 60. Saint-Front-sur-Nizonne (24411)   |
| 61. Saint-Germain-des-Prés (24417)       | 62. Saint-Jean-de-Côle (24425)                    | 63. Saint-Jory-de-Chalais (24428)          | 64. Saint-Jory-las-Bloux (24429)      |
| 65. Saint-Martial-d’Albarède (24448)     | 66. Saint-Martial-de-Valette (24451)              | 67. Saint-Martin-de-Fressengeas (24453)    | 68. Saint-Martin-le-Pin (24458)       |
| 69. Saint-Médard-d’Excideuil (24463)     | 70. Saint-Mesmin (24464)                          | 71. Saint-Pancrace (24474)                 | 72. Saint-Pantaly-d’Excideuil (24476) |
| 73. Saint-Pardoux-la-Rivière (24479)     | 74. Saint-Paul-la-Roche (24481)                   | 75. Saint-Pierre-de-Côle (24485)           | 76. Saint-Pierre-de-Frugie (24486)    |
| 77. Saint-Priest-les-Fougères (24489)    | 78. Saint-Raphaël (24493)                         | 79. Saint-Romain-et-Saint-Clément (24496)  | 80. Saint-Saud-Lacoussière (24498)    |
| 81. Saint-Sulpice-d’Excideuil (24505)    | 82. Saint-Vincent-sur-l’Isle (24513)              | 83. Salagnac (24515)                       | 84. Sarlande (24519)                  |
| 85. Sarrazac (24522)                     | 86. Savignac-de-Nontron (24525)                   | 87. Savignac-Lédrier (24526)               | 88. Sceau-Saint-Angel (24528)         |
| 89. Soudat (24541)                       | 90. Teyjat (24548)                                | 91. Thiviers (24551)                       | 92. Varaignes (24565)                 |
| 93. Vaunac (24567)                       | 94. Villars (24582)                               |                                            |                                       |

## Neuordnung der Arrondissements 2017

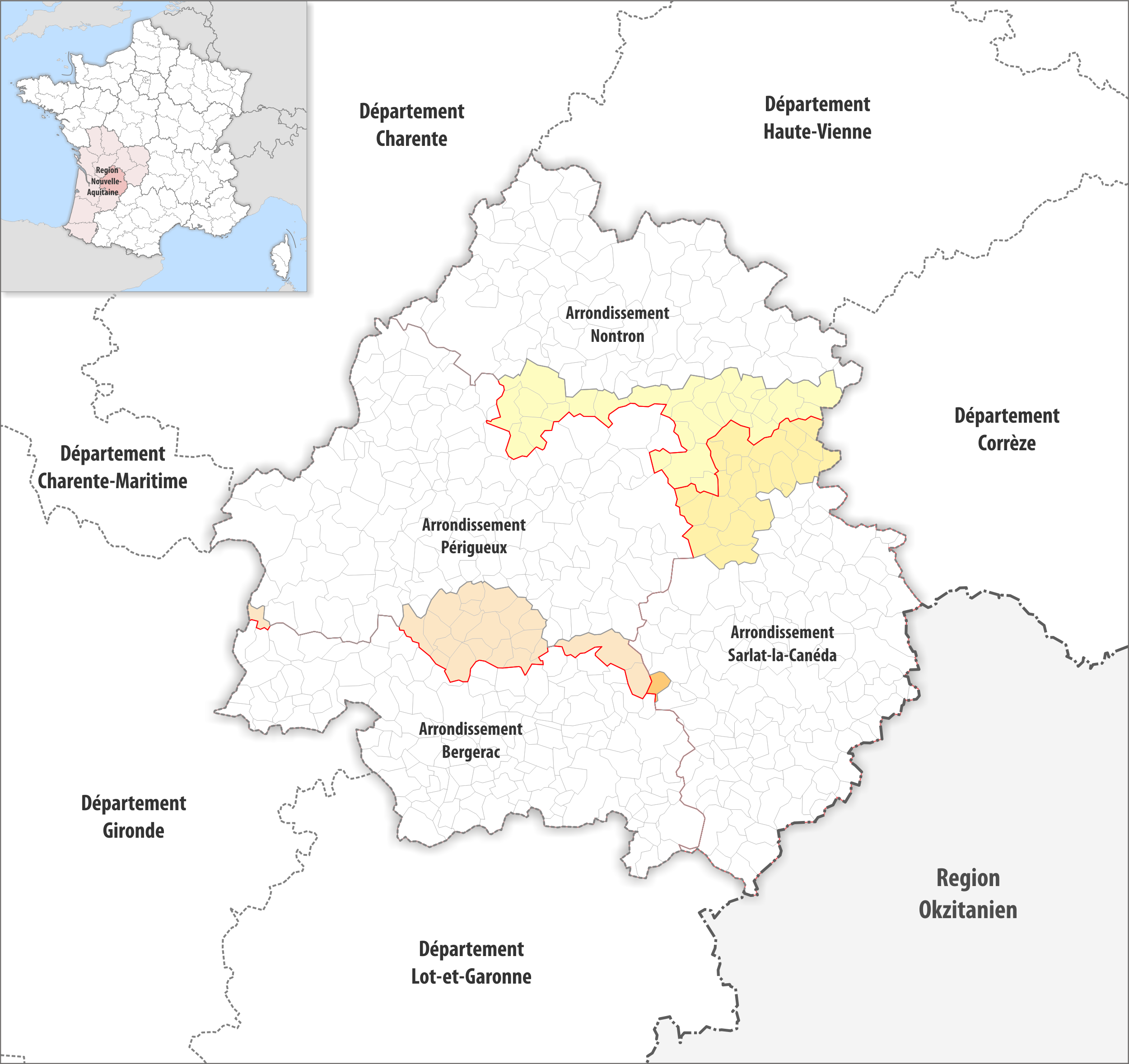
Arrondissementsanpassungen im Jahr 2017

Durch die Neuordnung der Arrondissements im Jahr 2017 wurde aus dem Arrondissement Périgueux die Fläche der 28 Gemeinden Anlhiac, Biras, Bourdeilles, Brantôme en Périgord, Brouchaud, Bussac, Cherveix-Cubas, Clermont-d’Excideuil, Coulaures, Cubjac-Auvézère-Val d’Ans, Excideuil, Eyvirat, Génis, Mayac, Négrondes, Preyssac-d’Excideuil, Saint-Front-d’Alemps, Saint-Germain-des-Prés, Saint-Jory-las-Bloux, Saint-Martial-d’Albarède, Saint-Médard-d’Excideuil, Saint-Mesmin, Saint-Pantaly-d’Excideuil, Saint-Raphaël, Saint-Vincent-sur-l’Isle, Salagnac, Sencenac-Puy-de-Fourches und Valeuil dem Arrondissement Nontron zugewiesen.

## Ehemalige Gemeinden seit der landesweiten Neuordnung der Kantone
- Bis 2018: Brantôme en Périgord, Cantillac, Eyvirat, La Gonterie-Boulouneix, Saint-Crépin-de-Richemont, Sencenac-Puy-de-Fourches, Valeuil
- Bis 2016: Beaussac, Champeaux-et-la-Chapelle-Pommier, Cubjac, La Boissière-d’Ans, Léguillac-de-Cercles, Les Graulges, Mareuil, Monsec, Puyrenier, Saint-Pantaly-d’Ans, Saint-Sulpice-de-Mareuil, Vieux-Mareuil
- Bis 2015: Brantôme, Saint-Julien-de-Bourdeilles